# Proporczykowiec Arnolda
Proporczykowiec Arnolda (Fundulopanchax arnoldi) – gatunek ryby karpieńcokształtnej z rodziny Nothobranchiidae. 

## Występowanie
Występuje w południowej Nigerii. Zamieszkuje strumienie nadbrzeżnych lasów deszczowych.

## Charakterystyka
Osiąga do 5,5 cm długości.  

## Warunki w akwarium
| Zalecane warunki w akwarium | Zalecane warunki w akwarium |
| --------------------------- | --------------------------- |
| Zbiornik                    |                             |
| Temperatura wody            | 22–25 °C                    |
| Twardość wody               |                             |
| Skala pH                    | 5,8–7,2                     |
| pokarm                      |                             |
| Uwagi                       |                             |